# Lagartera
Lagartera ist eine zentralspanische Gemeinde mit 1.315 Einwohnern (Stand: 2024) in der Provinz Toledo der Region Kastilien-La Mancha.

## Lage und Klima
Lagartera liegt in der Sierra de Gredos im Westen der historischen Landschaft der La Mancha ca. 105 km (Fahrtstrecke) westnordwestlich der Stadt Toledo in einer Höhe von ca. 395 m. Der Río Tiétar begrenzt die Gemeinde im Norden mit dem Stausee Embalse de Rosarito. Durch die Gemeinde führt die Autovía A-5.
Das Klima im Winter ist rau, im Sommer dagegen trocken und warm; der spärliche Regen (ca. 673 mm/Jahr) fällt überwiegend in den Wintermonaten.

## Bevölkerungsentwicklung
| Jahr      | 1900 | 1970 | 1981 | 1991 | 2001 | 2011 | 2021 |
| Einwohner | 2110 | 2518 | 1980 | 1964 | 1813 | 1564 | 1331 |

Die seit den 1950er Jahren zunehmende Mechanisierung der Landwirtschaft und die Aufgabe von bäuerlichen Kleinbetrieben führten auch in der Gemeinde zu einem Kaufkraftschwund und zur Abwanderung eines Teils der Bevölkerung.

## Sehenswürdigkeiten
- Salvatorkirche (Iglesia de El Salvador)
- Märtyrerkapelle
- Annenkapelle
- Heimatmuseum

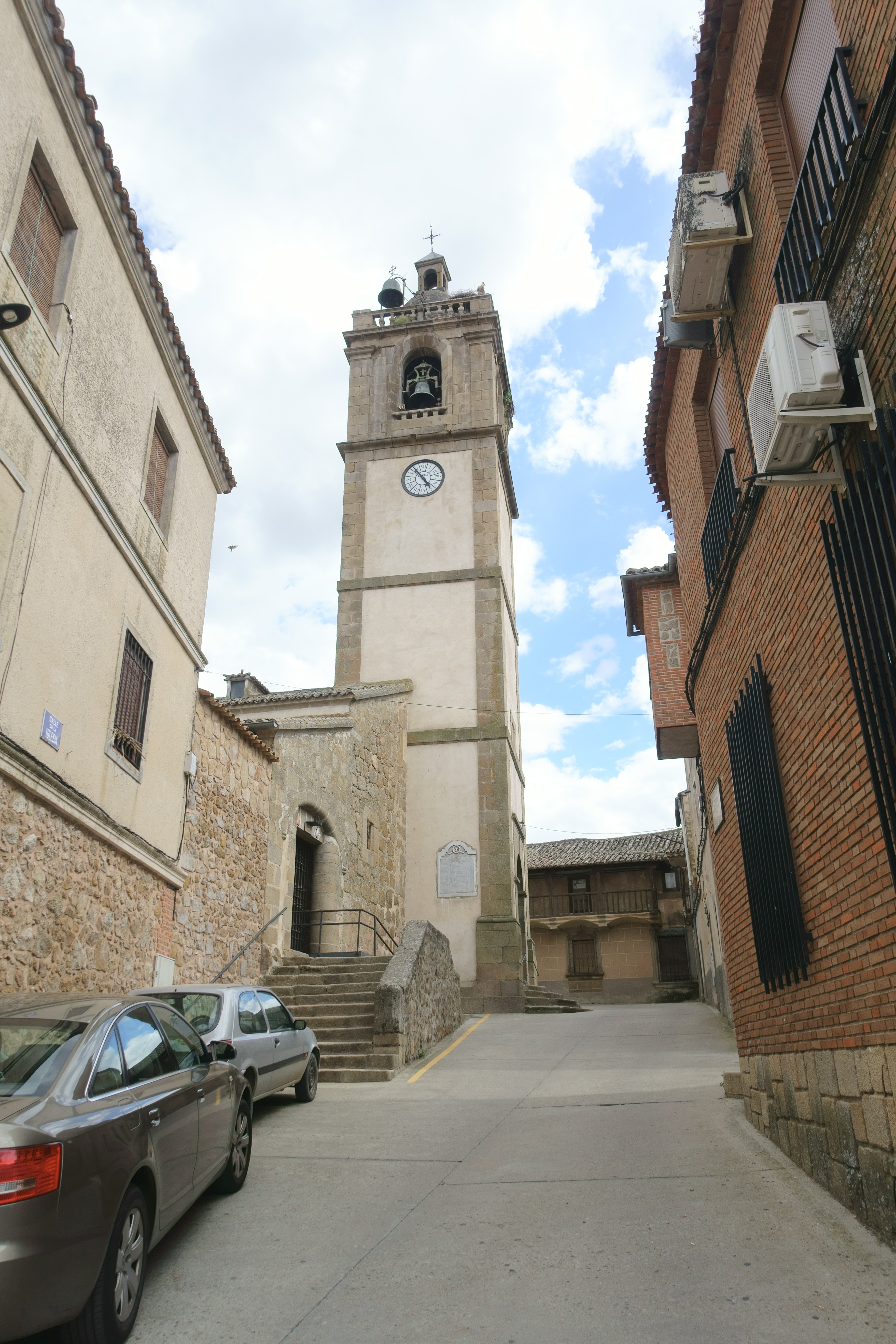
Salvatorkirche
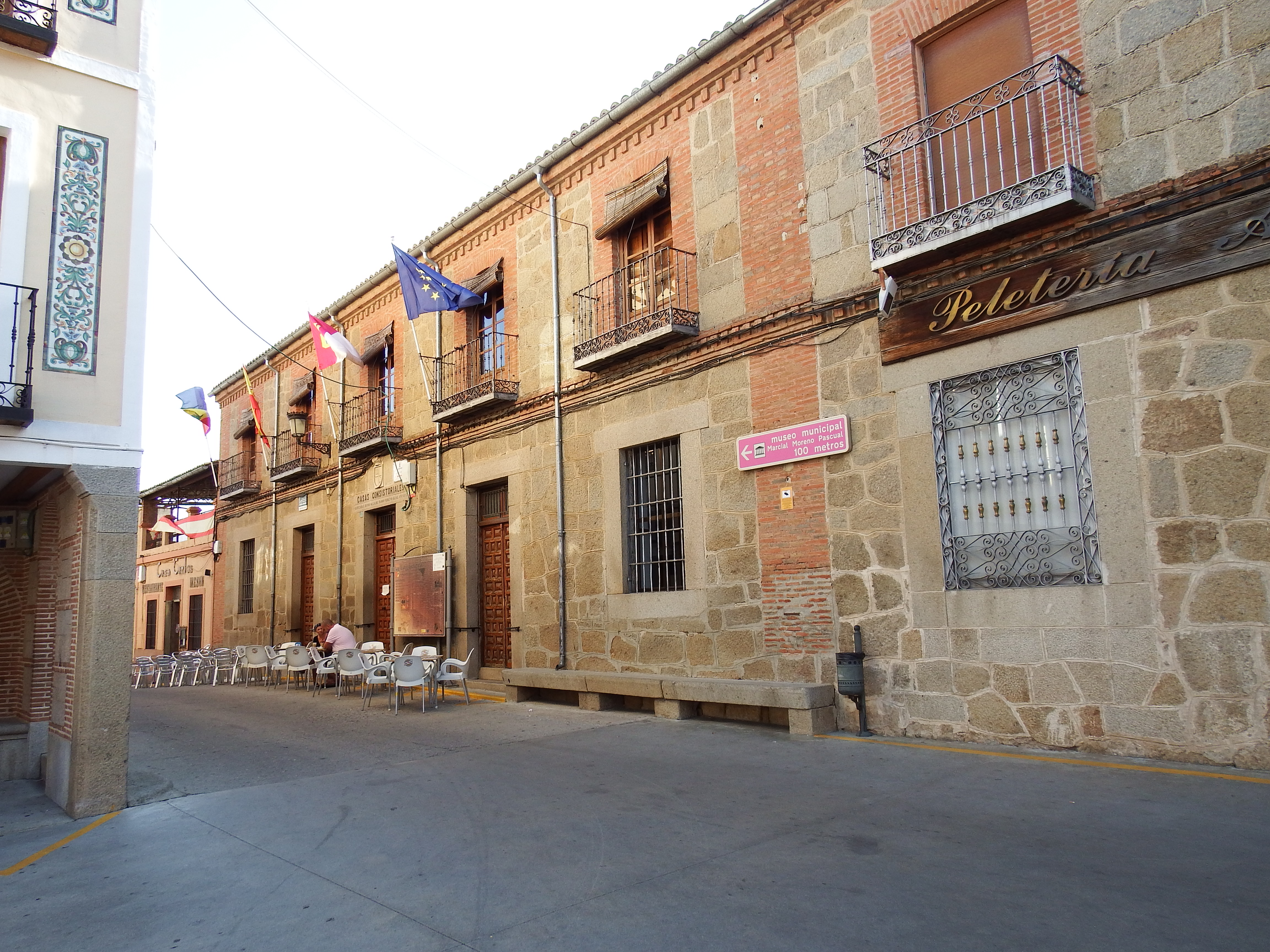
Rathaus

## Persönlichkeiten
- Juan de los Ángeles (1536–1609), Priester und Schriftsteller
- Marcial Moreno Pascual (1911–1983), Maler und Bildhauer